# Ярахмедов, Александр Райфидинович
Александр Райфидинович Ярахмедов (1 июня 1974) — российский и азербайджанский футболист, защитник.

## Карьера
Воспитанник дагестанского футбола. С 1992 годы попал в заявку «Альтаир-Хеллинг» из Дербента, выступая во Второй лиге России провёл 27 матчей. С 1993 по 1994 годы вместе с бывшим одноклубником Рафиком Ибишевым играл за азербайджанский клуб «Шахдаг» из города Кусары, за который провёл 15 матчей, в которых забитыми голами не отметился.. В 1996 году вернулся в «Дербент», за который выступал в Третьей лиге.